# 005
005 is een personage uit de James Bondboeken.
In het boek Colonel Sun van schrijver Robert Markham was 005 (Stuart Thomas) actief agent totdat hij een oogafwijking kreeg en zijn richting met het vuurwapen begon te verliezen. Daarna werd hij het hoofd van Station G in Griekenland.